# Тиханки
Тиханки — деревня в составе Воздвиженского сельсовета в Воскресенском районе Нижегородской области.

## География
Находится на расстоянии примерно 20 километров по прямой на северо-восток от районного центра поселка  Воскресенское.

## История
Деревня входила до 1917 года в Макарьевский уезд Нижегородской губернии, в 1859 году отмечено 13 дворов и 110 жителя. В 1911 году учтено 22 двора, в 1925 году 331 житель.

## Население
Постоянное население составляло 74 человека (русские 100%) в 2002 году, 59 в 2010 году .